# 帕奈普拉姆
帕奈普拉姆（Pannaipuram），是印度泰米尔纳德邦Theni县的一个城镇。总人口8924（2001年）。

## 人口
该地2001年总人口8924人，其中男性4378人，女性4546人；0—6岁人口855人，其中男463人，女392人；识字率65.02%，其中男性为73.87%，女性为56.49%。